# Katwijks

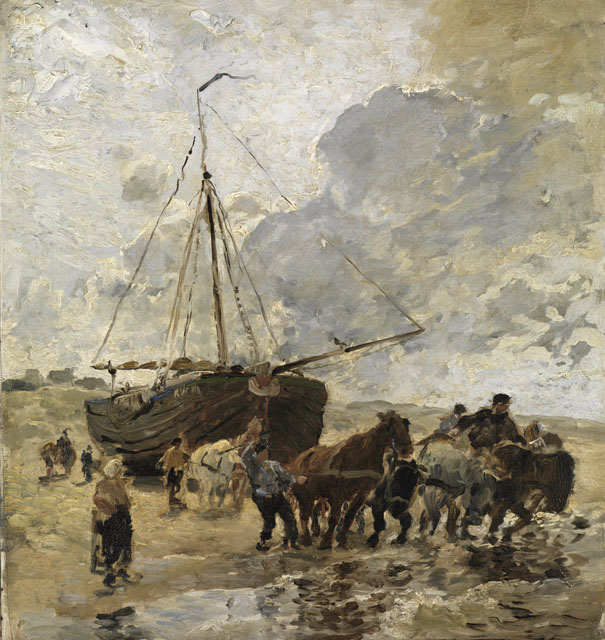
Katwijkers in 1888

Onder het Katwijks (in de volksmond ook wel Katteks of Kattuks) wordt het dialect van Katwijk aan Zee verstaan.
Het Katwijks dialect onderscheidt zich nog altijd heel duidelijk van het Standaardnederlands en van de dialecten die in de omgeving worden gesproken. Het wordt gerekend tot het Zuid-Hollands en behoort samen met onder meer het Noordwijks en het Schevenings tot de Zuid-Hollandse dialecten die het minste door de Standaardtaal zijn beïnvloed. Het is een oud en oorspronkelijk dialect, dat ook in deze tijd nog door veel Katwijkers wordt gesproken.

## Kenmerken

### Klanken
Het Katwijks valt op door de bilabiale w. Dat is een w die met allebei de lippen wordt uitgesproken, zoals in het Engels. Deze w kwam oorspronkelijk in heel Holland voor, maar is alleen in het Katwijks bewaard gebleven. Een andere opvallende klank in het Katwijks is de ae, die klinkt als een lange è, ook wel aangeduid als de 'blatende' aa. In het woord waeter hebben we de w en de ae bij elkaar.
Daarnaast kent het dialect een sjwa (ə) die vaak wordt gebruikt in de laatste lettergreep van een infinitief. Zo wordt lopen in het Katwijks lòòpə. 

### Werkwoorden
Net zoals in het Standaardnederlands kent het Katwijk zowel sterke als zwakke werkwoorden, maar er is een heel aantal werkwoorden dat zowel zwak als sterk vervoegd kan worden. De persoonlijke voornaamwoorden zijn onverbogen en wijken gedeeltelijk af van de standaardtaal: ik, jij, hij/ie, zij, wij, jollie, heulie/ze. 

### Lexicologie
Het Katwijks bevat nog veel van het oude Hollands uit de zeventiende eeuw, met woorden als drijvens (voor het Nederlandse vliegensvlug) en slecht (voor effen, vlak, in evenwicht). Ook komen we nog resten uit de Middeleeuwen tegen, bijvoorbeeld de enkelvouds- en meervoudsvormen skoe en skoen (voor het Nederlandse schoen en schoenen) en tae en taen (voor teen en tenen). De oudste vormen in het Katwijks stammen uit ongeveer 800. Dat zijn vormen als regge (voor rug) of pet (voor put).
Ook de verkleinwoordvorming in het Katwijks is opvallend. In het enkelvoud eindigt het verkleinwoord op -je en in het meervoud op -ies: huisje - huisies. Het enkelvoud komt overeen met het Nederlands, het meervoud met het in de omgeving gesproken Hollands.

## Taalverlies en -behoud
In de loop der eeuwen is Katwijk flink gegroeid. In 2006 fuseerde Katwijk met de omliggende dorpen Rijnsburg en Valkenburg tot de nieuwe gemeente Katwijk. Het vissersdorp Katwijk aan Zee lag vroeger geïsoleerd aan de Noordzee, maar de invloed van buitenaf wordt groter. Hiermee verdwijnt het Katwijkse dialect langzaam maar zeker. De oudere generatie spreekt het dialect vrijwel nog dagelijks.
In de Katwijksche Post, die één keer per week uitkomt, kwam de cartoon Kappie voor. Kappie was een dialectsprekende meeuw die praatte over (actuele) gebeurtenissen in Katwijk aan Zee. De cartoon werd gemaakt door Bert van der Meij . Op 1 januari 2025 is deze cartoon gestopt na 23 jaar lang wekelijks verschijnen. 